# Böngér
A Böngér kun → magyar eredetű férfinév, jelentése ismeretlen, Vörösmarty Mihály újította fel a Zalán futása és a Cserhalom című költeményeiben. Protürkből származhat: *bujŋuŕ (*büjŋüŕ) jelentése "kürt". Vambéry szerint rokon az ujgur büngüz "öregedés".[forrás?]

## Gyakorisága
Az 1990-es években szórványos név, a 2000-es években nem szerepel a 100 leggyakoribb férfinév között.

## Névnapok
- május 12.[2]
- szeptember 7.[2]